# Pardosa ovambica
Pardosa ovambica là một loài nhện trong họ Lycosidae.
Loài này thuộc chi Pardosa. Pardosa ovambica được Carl Friedrich Roewer miêu tả năm 1959.